# 아이티 대의원
대의원(아이티어: Chanm Depite, 프랑스어: Chambre des Députés)은 아이티의 양원제 입법부인 아이티 의회의 하원이다. 상원은 원로원이라고 한다. 정원은 119석이고 의원 임기는 4년이다. 선수 제한은 없고 무제한 연임할 수 있다.
2019년 원래 총선이 열릴 예정이었으나, 코로나-19와 이후 발생한 정치적, 사회적 위기로 계속해서 선거가 열리지 않고 의원이 사실상 해산 상태이다. 다음 선거는 2025~2026년 열릴 예정이다.